# Sarah Churchill (atriz)
Sarah Millicent Hermione Touchet-Jesson, Baronesa Audley (nascida Sarah Churchill; 7 de outubro de 1914 - 24 de setembro de 1982) foi uma atriz e dançarina britânica.

## Início da vida
Sarah Churchill nasceu em Londres, a segunda filha de Winston Churchill, mais tarde, o Primeiro-ministro do Reino Unido durante a Segunda Guerra Mundial, e Clementine Churchill (mais tarde Baronesa Spencer-Churchill). Ela foi educada em Notting Hill High School como uma menina dia e mais tarde na North Foreland Lodge como um pensionista.

## Vida pessoal
Sarah Churchill foi casada três vezes:
1. Vic Oliver, um popular comediante e músico (1936-1945) (divorciados)
2. Anthony Beauchamp (1949-1957) (viúvo)
3. Thomas Percy Henry Touchet-Jesson, 23.º Barão Audley (1962-1963) (viúvo)

## Morte e enterro
Sarah Churchill morreu no dia 24 de setembro de 1982 aos 67 anos de idade. Ela foi enterrada com seus pais e irmãos na igreja de St Martin, Bladon, perto de Woodstock, Oxfordshire. 

## Filmografia parcial
- Who's Your Lady Friend? (1937)
- Spring Meeting (1941)
- He Found a Star (1941)
- Sinfonia fatale (1946)
- Daniele Cortis (1947)
- All Over the Town (1949)
- Royal Wedding (1951)
- Fabian of the Yard (1954)
- Serious Charge (1959)

## Títulos de nascimento
- 1914 - 1936: Srta. Sarah Churchill
- 1936 - 1945: Sra. Vic Oliver
- 1945 - 1949: Sra. Sarah Oliver
- 1949 - 1962: Sra. Anthony Beauchamp
- 1962 - 1963: A Muito Honorável a Baronesa Audley
- 1963 - 1982: A Muito Honorável a Baronesa Vúva Audley

## Ligações Externas
- Sarah Churchill no Internet Movie Database
- Sarah Churchill na Internet Broadway Database
- Sarah Churchill em Encontre uma sepultura